# Mantaro
Mantaro – rzeka w Peru o długości 670 km.
Źródła rzeki znajdują się w Kordylierze Zachodniej, a uchodzi ona do rzeki Apurímac, której jest lewym dopływem.
Rzeka jest wykorzystana do nawadniania pól uprawnych. Główne miasta nad Mantaro to:
- La Oroya,
- Huancayo.